# كوتسفيل
كوتسفيل (بالإنجليزية: Coatesville)‏ هي مدينة في مقاطعة تشستر، بنسلفانيا، الولايات المتحدة الأمريكية. وبلغ عدد السكان 13,100 في تعداد عام 2010. وتتبعد حوالي 39 ميلا إلى الغرب من مدينة فيلادلفيا.

## الموقع الجغرافي
الموقع الجغرافي للمناطق المحيطة بهذه النقطة هو كالتالي:

## المناخ
يظهر الجدول التالي التغييرات المناخية على مدار السنة لكوتسفيل:
| البيانات المناخية لـكوتسفيل       | البيانات المناخية لـكوتسفيل | البيانات المناخية لـكوتسفيل | البيانات المناخية لـكوتسفيل | البيانات المناخية لـكوتسفيل | البيانات المناخية لـكوتسفيل | البيانات المناخية لـكوتسفيل | البيانات المناخية لـكوتسفيل | البيانات المناخية لـكوتسفيل | البيانات المناخية لـكوتسفيل | البيانات المناخية لـكوتسفيل | البيانات المناخية لـكوتسفيل | البيانات المناخية لـكوتسفيل | البيانات المناخية لـكوتسفيل |
| الشهر                             | يناير                       | فبراير                      | مارس                        | أبريل                       | مايو                        | يونيو                       | يوليو                       | أغسطس                       | سبتمبر                      | أكتوبر                      | نوفمبر                      | ديسمبر                      | المعدل السنوي               |
| --------------------------------- | --------------------------- | --------------------------- | --------------------------- | --------------------------- | --------------------------- | --------------------------- | --------------------------- | --------------------------- | --------------------------- | --------------------------- | --------------------------- | --------------------------- | --------------------------- |
| متوسط درجة الحرارة الكبرى °م (°ف) | 3.7 (38.7)                  | 4 (40)                      | 10.2 (50.4)                 | 16.8 (62.2)                 | 22.7 (72.9)                 | 27.4 (81.3)                 | 29.9 (85.8)                 | 28.7 (83.7)                 | 25.4 (77.7)                 | 19.1 (66.3)                 | 11.9 (53.4)                 | 5.3 (41.6)                  | 17.1 (62.8)                 |
| متوسط درجة الحرارة الصغرى °م (°ف) | −6.2 (20.8)                 | −6.2 (20.9)                 | −1.4 (29.4)                 | 3.8 (38.8)                  | 9.5 (49.1)                  | 14.6 (58.3)                 | 17.3 (63.2)                 | 16.3 (61.3)                 | 12.4 (54.3)                 | 5.7 (42.3)                  | 0.4 (32.8)                  | −4.6 (23.8)                 | 5.1 (41.2)                  |
| الهطول مم (إنش)                   | 91 (3.6)                    | 84 (3.3)                    | 97 (3.8)                    | 94 (3.7)                    | 99 (3.9)                    | 110 (4.5)                   | 110 (4.4)                   | 110 (4.5)                   | 94 (3.7)                    | 84 (3.3)                    | 84 (3.3)                    | 97 (3.8)                    | 1٬160 (45.8)                |
| المصدر: Weatherbase               |                             |                             |                             |                             |                             |                             |                             |                             |                             |                             |                             |                             |                             |

## أعلام
- ريتشارد هاميلتون
- سوزان ريتشاردسون
- جون ر. كان
- جو لويس
- جوني وير
- زاك ستيفن
- بين كيش
- تشارلز مور